# Lysandre
Pour les articles homonymes, voir Lysandre (homonymie).
Lysandre  (en grec ancien : Λύσανδρος / Lýsandros), mort à Haliarte en 395 av. J.-C. est un homme d'État et général spartiate. Sa victoire décisive à la bataille d'Aigos Potamos (405) entraîne la reddition d'Athènes et met un terme à la guerre du Péloponnèse. Il joue un rôle central dans la domination lacédémonienne en Grèce pendant la décennie suivante jusqu'à sa mort lors de la bataille d'Haliarte.

## Biographie

### Origine et débuts

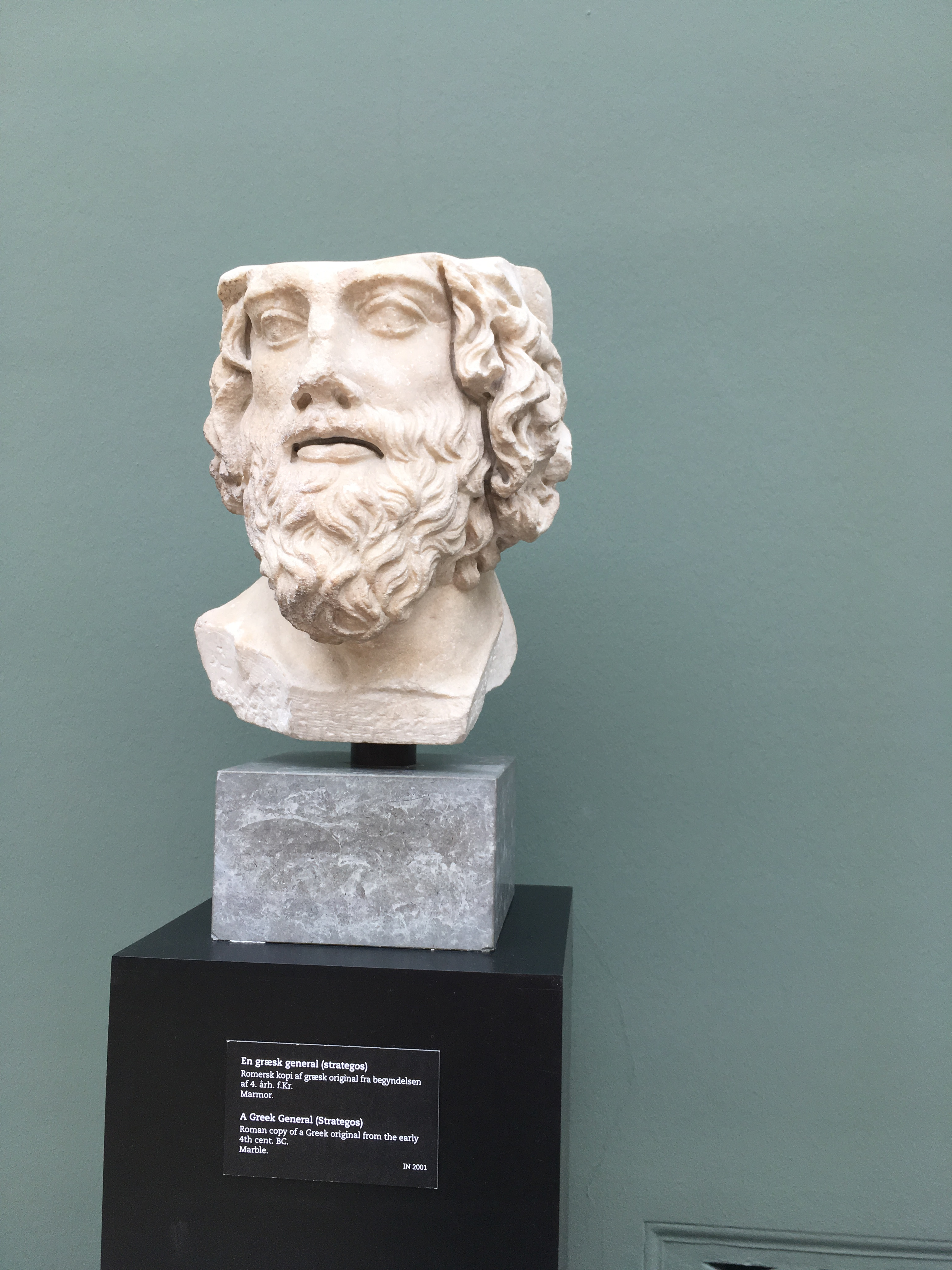
Portrait présumé de Lysandre. Carlsberg Glyptotek, Copenhague.

Lysandre est le fils d'Aristocritos. Il appartient à la lignée des Héraclides, mais non à la branche qui règne à Sparte. C’est un mothax, c’est-à-dire le fils d’un Spartiate et d’une hilote. Après avoir bénéficié d’une excellente éducation, il parvient à se hisser dans les sphères du pouvoir et est nommé navarque en 407. Il est alors envoyé à Éphèse, où il s'efforce de reconstituer les forces navales, puis à Sardes. Là, il noue des liens avec Cyrus le Jeune, fils cadet de Darius II. Habilement, il se plaint du satrape Tissapherne, ennemi personnel de Cyrus, l'accusant de s'être laissé circonvenir par Alcibiade. Cyrus lui accorde alors d'amples subsides, de l'ordre de 10 000 dariques, soit 200 000 drachmes. Ceci permet à Lysandre d'augmenter la solde des marins, qui passe de trois à quatre oboles. De ce fait, Lysandre peut non seulement recruter aisément, mais aussi débaucher les équipages ennemis, notamment les rameurs athéniens.

### Bataille de Notion
En 406, Antiochos, qu'Alcibiade a laissé maître de la flotte athénienne, engage le combat contre Lysandre à Notion, où Lysandre remporte la victoire et prend 15 trières ennemies. La navarchie ne durant qu'un an, Lysandre est remplacé par Callicratidas qui, piètre diplomate, déplaît à Cyrus et est privé de subsides. Callicratidas est par ailleurs battu et tué par les Athéniens aux Arginuses. Les amis de Lysandre intriguent alors pour obtenir le retour de ce dernier à la tête de la flotte. La loi spartiate interdisant à un citoyen d'être navarque plus d'une fois, on accorde à un dénommé Aracos la navarchie, mais c'est Lysandre, officiellement nommé pour seconder Aracos, qui exerce le véritable pouvoir sur la flotte,. 

### Bataille d'Aigos Potamos
Lysandre rétablit l'entente entre Sparte et Cyrus. Le prince perse, rappelé à Suse par son père malade, nomme Lysandre satrape d'Asie mineure et lui confie les ressources de cette riche province,. Le général spartiate se porte alors vers l'Hellespont, dans le but de couper l'approvisionnement en blé d'Athènes, et s'empare de Lampsaque. La flotte athénienne, forte de 180 trières, qui contrôle les détroits pour assurer l'acheminement des blés de la mer Noire vers Athènes, se lance à sa poursuite.
Les flottes spartiates et athéniennes se font face dans le détroit situé entre Lampsaque et l'embouchure du fleuve Aigos Potamos, mais Lysandre refuse le combat naval quatre jours de suite. Le cinquième jour, il profite de l'indiscipline de la flotte athénienne pour débarquer par surprise près de leur mouillage et leur livrer combat sur terre. La supériorité terrestre spartiate lui donne la victoire sur les stratèges athéniens, qui ont méprisé les conseils d'Alcibiade. La flotte athénienne est anéantie, plus de 3 000 hommes sont capturés, et la dernière route du blé est coupée. Seul Conon parvient à s'échapper avec neuf vaisseaux. 

### Prise d'Athènes
Après cette victoire, Lysandre cingle vers Byzance et Chalcédoine, dont il déloge les garnisons athéniennes, puis s'empare d'Égine et saccage l'île de Salamine. Il met le siège devant le port du Pirée avec 150 trières tandis qu'une armée lacédémonienne, commandée par le roi Pausanias, prend la cité à revers par voie terrestre. Athènes, assiégée par terre et par mer et en proie à la famine, se rend à Lysandre en 404. De concert avec le roi de Sparte, Agis II, Lysandre fait brûler la flotte athénienne, détruire les Longs Murs au son de l'aulos,, et instaure à Athènes le gouvernement des Trente tyrans,. Il enlève ensuite Samos et chasse les Athéniens de Mélos et Sicyone. Il installe des « décarchies », des oligarchies gouvernées par dix personnes, dans toutes les anciennes cités de la Ligue de Délos.

### Rivalité avec Pausanias
Les crimes commis par les décemvirs ne tardent pas cependant à jeter de l’ombre sur la réputation de Lysandre et sur celle de Sparte. En 403, Thrasybule déclenche une révolte contre la tyrannie des Trente à Athènes et Critias, leur chef, est tué. Les Dix, à qui ils ont laissé le pouvoir, font appel à Lysandre. Le Spartiate est envoyé en qualité d'harmoste et se dirige avec un corps expéditionnaire vers Éleusis. Le roi Pausanias, rival de Lysandre et partisan d'une politique modérée envers Athènes, se rend également en Attique avec une armée et rejoint les troupes lacédémoniennes. Il relève Lysandre de son commandement, livre une bataille contre les démocrates athéniens, et ouvre les négociations avec ces derniers. Son intervention contribue au rétablissement de la démocratie athénienne et met en échec la politique menée par Lysandre.

### Rivalité avec Agésilas et mort
Lysandre est ensuite écarté du gouvernement de Sparte par les éphores qu'indisposent son enrichissement et sa popularité. En 397, après la mort du roi Agis II, Lysandre apporte son soutien à l’accession au trône d’Agésilas,. Les deux hommes sont partisans d’une politique expansionniste. En 396, ils sont tous deux nommés à la tête d’une expédition spartiate en Perse pour combattre le satrape Tissapherne, soupçonné de préparer une expédition contre les cités grecques d'Ionie,. Les citoyens d’Éphèse réservent un accueil grandiose à Lysandre, à qui ils accordent des honneurs « comme s’il s’agissait d’un dieu ». Piqué par l’admiration dont fait l'objet son conseiller, Agésilas cherche à l'éloigner en lui confiant une ambassade dans l'Hellespont.
De retour à Sparte, Lysandre envisage de modifier la constitution : il souhaite abolir le privilège des deux maisons royales, celle des Agiades et celle des Eurypontides, au bénéfice des Héraclides. Ses idées révolutionnaires inquiètent et il est envoyé en Béotie. Ses adversaires espèrent gagner du temps en attendant le retour d'Agésilas, qui seul, pensent-ils, est capable de le neutraliser.
En 395, Sparte apporte son soutien militaire aux Phocidiens dans le conflit frontalier les opposant aux Locriens, déclenchant la guerre de Corinthe. Lysandre est envoyé en Béotie à la tête d’une armée, et doit être rejoint par un autre contingent mené par Pausanias. Les Thébains, qui ont intercepté les communications spartiates, attaquent Lysandre avant l’arrivée des renforts, et celui-ci est tué au cours de la bataille d'Haliarte.
Plutarque rapporte qu’un historien lacédémonien, Étéocle, a écrit que la Grèce n'aurait pu supporter deux Lysandre. Ce qui choquait le plus en Lysandre, c'était une excessive dureté de caractère qui rendait son pouvoir tyrannique et sans pitié. Plutarque rapporte ce cruel épisode où l’un des commandants de la flotte athénienne vaincue à Aigos Potamos, Philoclès, dut comparaître devant Lysandre, qui lui demanda à quelle peine il se condamnait lui-même, à cause du décret qu'il avait fait prononcer à Athènes qui ordonnait que l'on couperait le pouce droit à tous les prisonniers de guerre, afin qu'ils ne pussent plus tenir une lance, pour ne plus manier que la rame. Philoclès, dédaigneux, marcha le premier au supplice, suivi par les autres condamnés.

### Sources antiques
- Cornélius Népos, Des capitaines remarquables des pays étrangers (Lysandre) ;
- Diodore de Sicile, Bibliothèque historique (Livres XIII et XIV) ;
- Plutarque, Vies parallèles [détail des éditions] [lire en ligne] (Lysandre) ;
- Xénophon, Helléniques [lire en ligne] (Livres I à III).